# Spam (étel)

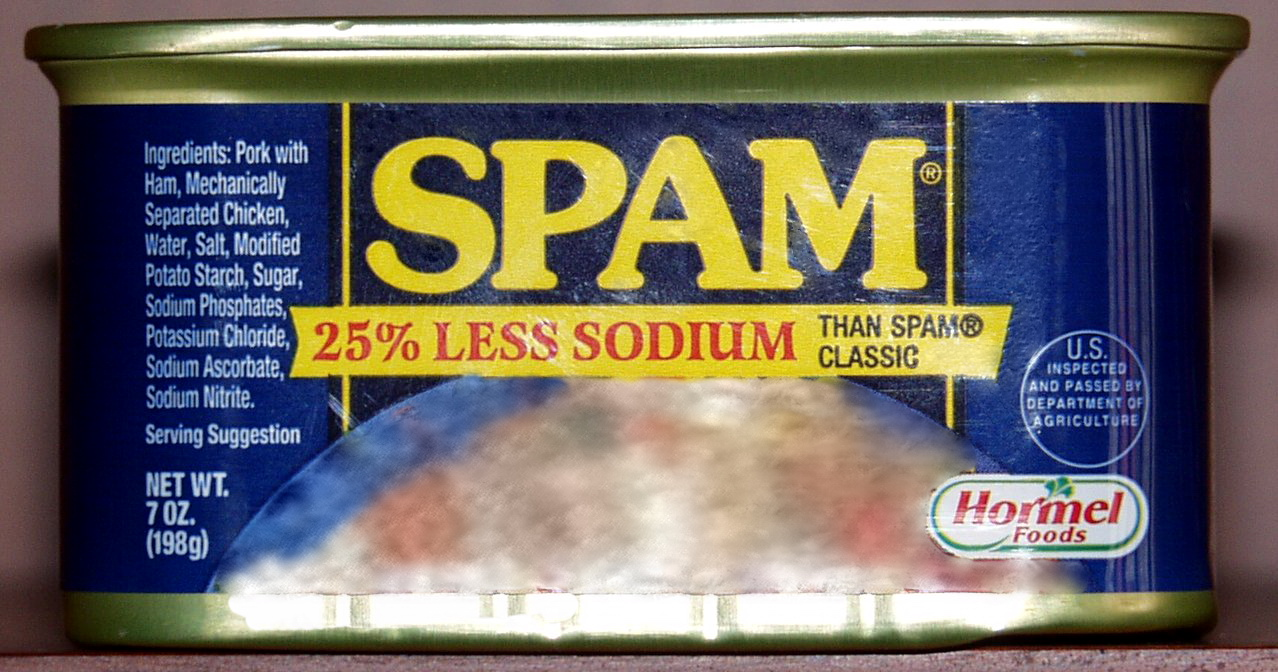
SPAM konzerv

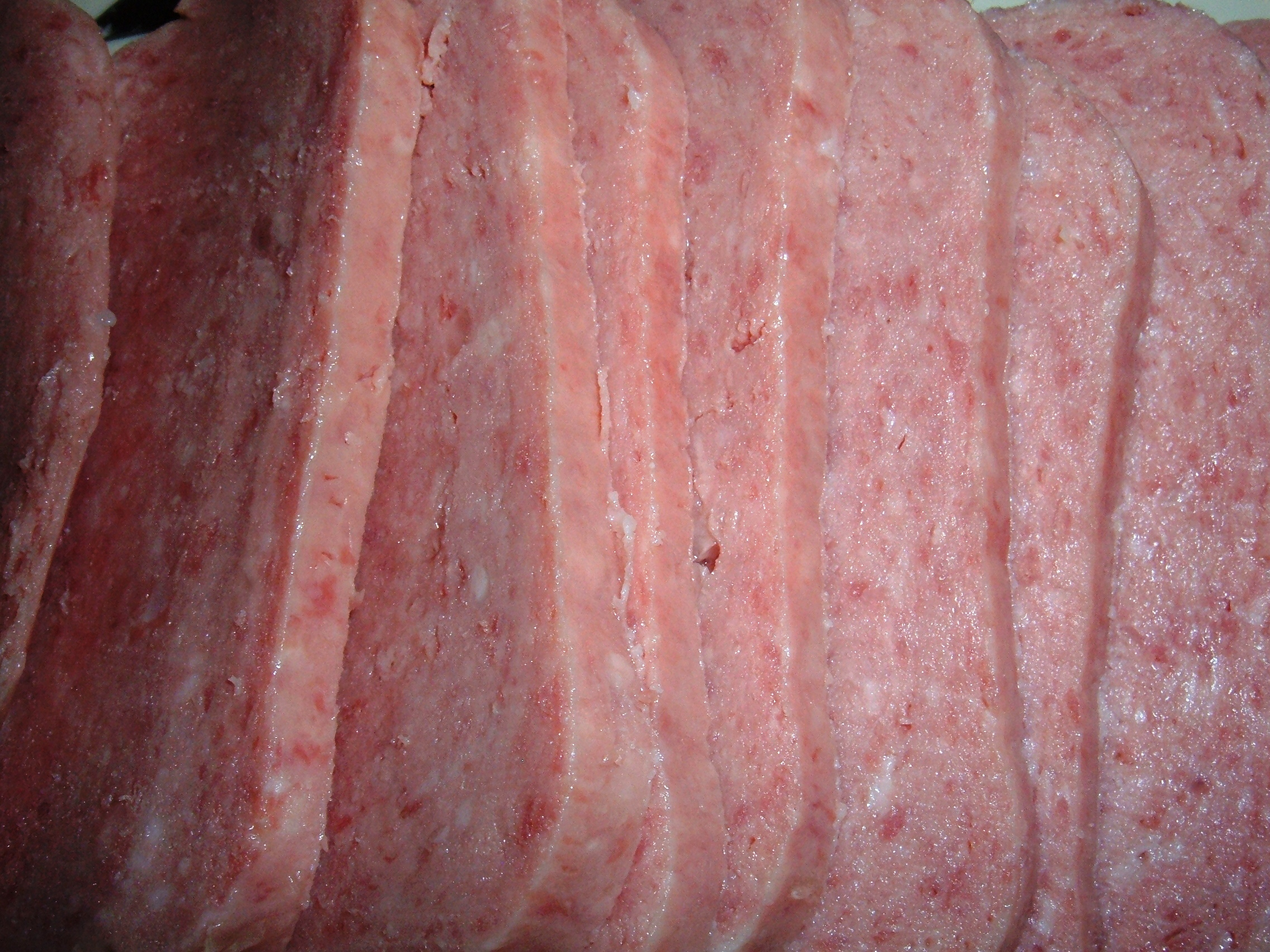
Felszeletelve

A Spam vagy SPAM (ejtsd: szpem, magyarul löncshús) előfőzött sertéshúsból (lapockából, sonkából és kocsonyából) só és fűszerek hozzáadásával készült vagdalthúskonzerv termék, amit az austini (USA, Minnesota állam) központú Hormel Foods Corporation készít 1937. július 5-e óta. A név az angol nyelvű „spiced pork and ham” (am. fűszerezett sertéshús és sonka) rövidítése. A termék több változata is világsikert aratott, fontos volt a második világháborúban, mint hűtést nem igénylő katonai ellátmány. Ekkor a cég termelésének 65%-át az Amerikai Egyesült Államok kormánya vásárolta fel. A termék jelenleg tizenhárom ízváltozatban készül.
A SPAM a Monty Python Repülő Cirkusza egyik komikus jelenete után lett a kéretlen levélszemét névadója.

## Összetevők
- sonka és különféle sertésipari hússzármazékok
- sonka
- víz
- só
- nátrium-nitrit (tartósítószer a botulizmus megelőzése és az élénk szín megtartása érdekében)

56 gramm SPAM 7 g fehérjét, 2 g szénhidrátot, 15 g zsírt (ebből 6 g telített zsírt) és több mint 170 kalóriát tartalmaz. Nátriumból a harmada van az ajánlott napi bevitelnek. Tartalmaz vitaminokat és ásványi anyagokat is (0% A-vitamin, 1% C-vitamin, 1% kalcium, 3% vas).